# Offenbach-Post
Die Offenbach-Post, Kurzbezeichnung OP, ist eine regionale Tageszeitung, die ihr Verbreitungsgebiet hauptsächlich in der Stadt Offenbach am Main sowie im Landkreis Offenbach hat. Sie wird vom Pressehaus Bintz-Verlag GmbH & Co KG in Offenbach am Main herausgegeben und gehört somit zur Ippen-Gruppe. Die verkaufte Auflage beträgt 22.640 Exemplare, ein Minus von 56,9 Prozent seit 1998.

## Geschichte und Entwicklung
Die Zeitung wurde im Jahr 1773 als Offenbacher privilegiertes Real-, Frag- und Anzeigeblatt ins Leben gerufen. Im Laufe der Zeit entwickelte sich aus der anfangs nur einmal in der Woche erscheinenden Zeitung eine Tageszeitung mit wechselnder Namensgebung. 1870 wurde die Offenbacher Zeitung OZ an eine telegrafische Nachrichtenagentur angeschlossen. Der Frankfurter Parteiverlag kaufte die Zeitung nach Machtergreifung der Nationalsozialisten 1939, um sie als Parteiorgan zu nutzen.
1947 wurde mit Lizenz der amerikanischen Militärregierung die Offenbach-Post von Udo Bintz gegründet. Sie war damit die elfte Tageszeitung, die im Nachkriegsdeutschland erscheinen durfte. Die Namensgebung lehnte sich an die berühmte The Washington Post an, in deren Verbreitungsgebiet Verwandte von Bintz lebten.

OP-Logo von 1964

Die Geschäftsstelle befand sich in der Großen Marktstraße in der Innenstadt Offenbachs, unmittelbar anschließend auch die Druckerei. Wenig später ging die Offenbach-Post im OZ-Verlag auf. Der Sohn von Udo Bintz, Peter Udo Bintz, übernahm Anfang der 1970er Jahre die Verlagsleitung der Pressehaus Bintz-Verlag GmbH & Co. KG.
Die Geschäftsräume, die seit den frühen 1960er-Jahren am Aliceplatz angesiedelt waren, wurden 1997 (Druckerei) und 1998 (Verlagshaus) an den Stadtrand in die Waldstraße verlegt.
Im Sommer 1974 erwarb die Familie Ippen, vertreten durch Dirk Ippen, den 50-Prozent-Anteil der Offenbacher Familie Dohany. 40 % hielt der Herausgeber Udo Bintz, die restlichen 10 % der Verlagsleiter Otto Eberitsch. Dirk Ippen kontrollierte damals schon den Westfälischen Anzeiger und die Kreiszeitung für die Grafschaft Hoya; außerdem war er geschäftsführender Gesellschafter des Merkur Adressenverlag in Einbeck. Zum 1. Januar 2005 übernahm Ippen die restlichen 50 Prozent.
Von 2006 bis Februar 2011 war die Offenbach-Post Namensgeberin für die Offenbach-Post-Tribüne im Stadion am Bieberer Berg, in dem die Kickers Offenbach ihre Heimspiele austragen.
Chefredakteur Philipp Keßler ist seit Anfang 2024 im Amt. Zu seinen Vorgängern zählten Jochen Koch (April 2022 bis Ende 2023), Axel Grysczyk (Januar 2021 bis März 2022), Frank Pröse (2007 bis 2021) und Ulrich Jung (bis 2007).
Seit 1. Januar 2020 gehört der Hanauer Anzeiger als 100-prozentige Tochter zur Mediengruppe Offenbach-Post, nachdem die Pressehaus Bintz-Verlag GmbH & Co. KG die Hanauer Anzeiger GmbH & Co. KG erworben hat. Der frühere Hanauer Verleger Thomas Bauer wurde dadurch Mitgesellschafter in Offenbach und Mitherausgeber der Offenbach-Post.

## Auflage
Die Offenbach-Post hat wie die meisten deutschen Tageszeitungen in den vergangenen Jahren an Auflage eingebüßt. Die verkaufte Auflage ist in den vergangenen 10 Jahren um durchschnittlich 4,3 % pro Jahr gesunken. Im vergangenen Jahr hat sie um 6,1 % abgenommen. Sie beträgt gegenwärtig 22.640 Exemplare. Der Anteil der Abonnements an der verkauften Auflage liegt bei 90,3 Prozent.
| 1998  | 1999  | 2000  | 2001  | 2002  | 2003  | 2004  | 2005  | 2006  | 2007  | 2008  | 2009  | 2010  | 2011  | 2012  | 2013  | 2014  | 2015  | 2016  | 2017  | 2018  | 2019  | 2020  | 2021  | 2022  | 2023  | 2024  |
| ----- | ----- | ----- | ----- | ----- | ----- | ----- | ----- | ----- | ----- | ----- | ----- | ----- | ----- | ----- | ----- | ----- | ----- | ----- | ----- | ----- | ----- | ----- | ----- | ----- | ----- | ----- |
| 52511 | 50895 | 49918 | 49887 | 49359 | 48270 | 47244 | 46458 | 45315 | 45090 | 43770 | 42820 | 41486 | 40210 | 38540 | 37922 | 36795 | 35585 | 34116 | 32694 | 31449 | 29800 | 29290 | 28304 | 26792 | 25278 | 23733 |

## Verbreitungsgebiet
Das Verbreitungsgebiet umfasst die Stadt Offenbach am Main und den Landkreis Offenbach sowie einige Kommunen des Landkreises Darmstadt-Dieburg (Babenhausen, Schaafheim, Eppertshausen und Münster (Hessen)) und den Hanauer Stadtteil Klein-Auheim.

## Umfang und Ausgaben

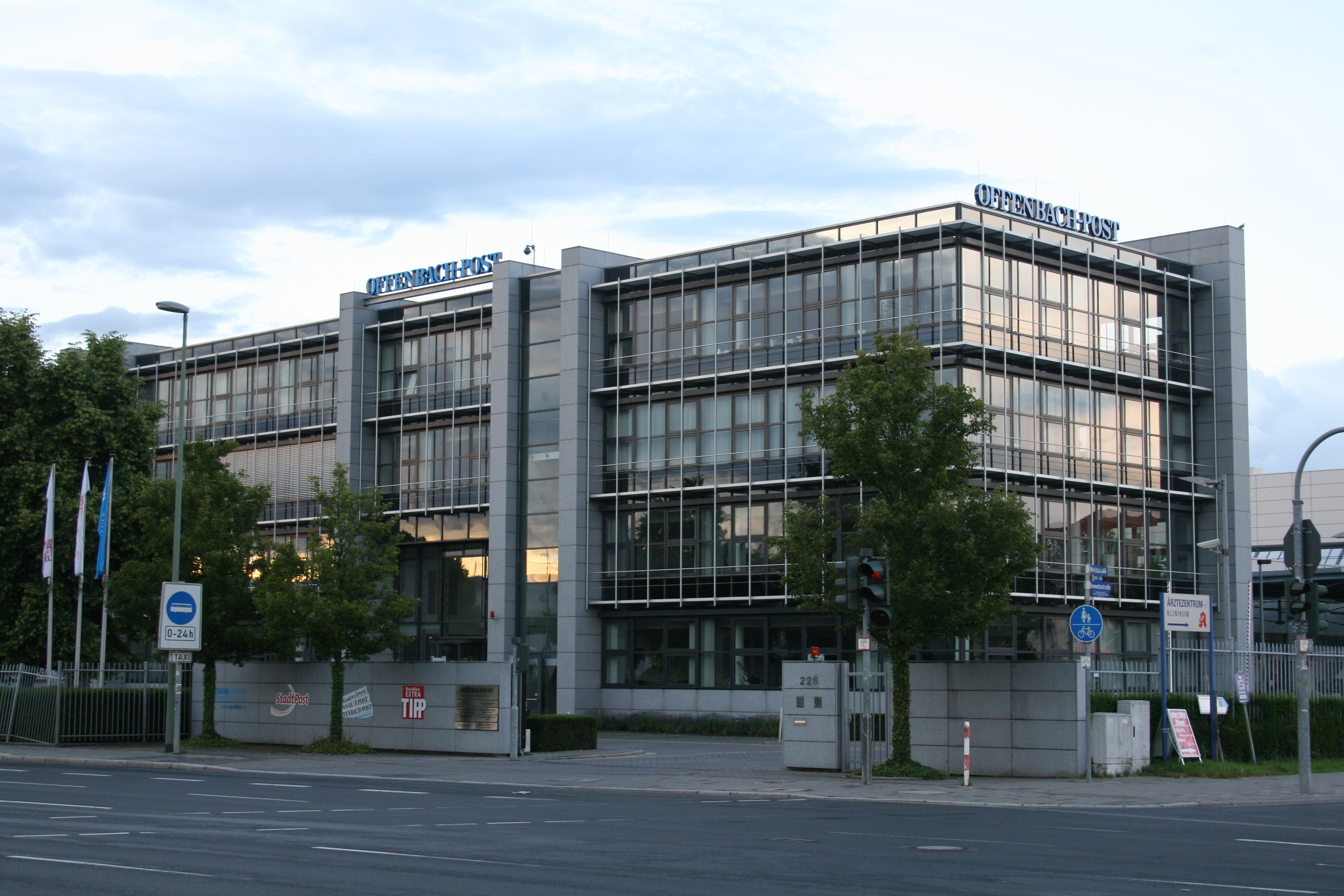
Verlagshaus Waldstraße 226

Die Offenbach-Post erscheint werktäglich. Die früheren Kopfblätter Hanau-Post und Langener Zeitung gibt es nicht mehr.
Die Werktagsausgaben haben 32–36 Seiten, die Samstagausgabe umfasst 40–44 Seiten. Samstags liegt der Zeitung eine Wochenendbeilage mit Reiseteil bei.
Seit April 2008 ist die Zeitung als E-Paper erhältlich.
Neben den beiden Tageszeitungen gibt die Mediengruppe Offenbach-Post 18 wöchentliche Anzeigenblätter heraus, sieben davon außerhalb des Kern-Verbreitungsgebiets in Frankfurt, Hanau und im Taunus.
Dazu kommen vier Online-Portale (op-online.de, hanauer.de, extratipp.com, stadtpost.de).